# Albert Kesselring
Albert Kesselring (* 30. November 1885 in Marktsteft; † 16. Juli 1960 in Bad Nauheim) war ein deutscher Heeres- und Luftwaffenoffizier (seit 1940 Generalfeldmarschall). Während des Zweiten Weltkrieges war er Befehlshaber größerer Verbände von Land- sowie Luftstreitkräften unter anderem in Polen, Frankreich, der Sowjetunion, Nordafrika und Italien. Nach Kriegsende wurde er von einem britischen Militärgericht in Italien als Kriegsverbrecher zum Tode verurteilt und später mehrfach begnadigt.

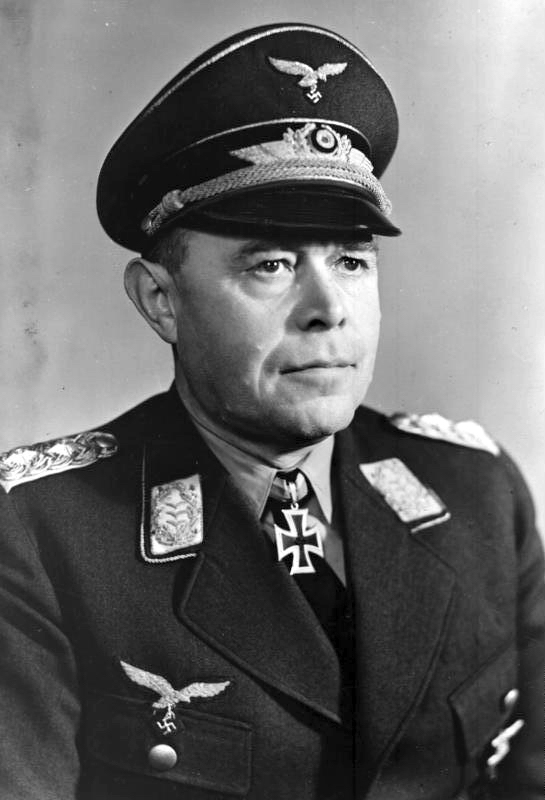
Albert Kesselring, 1940

## Leben

### Bayerische Armee
Kesselring wuchs als Sohn eines Lehrers und späteren Stadtschulrates in Bayreuth auf. Nach bestandenem Abitur am Gymnasium Christian-Ernestinum trat er am 20. Juli 1904 in das in Metz stationierte 2. Fußartillerie-Regiment der Bayerischen Armee ein. Am 8. März 1906 erfolgte seine Ernennung zum Leutnant. Nachdem er am 29. März 1910 seine Frau Pauline geheiratet hatte, adoptierte das Paar 1913 ein Kind.
Im Juni 1912 absolvierte er einen Ballonbeobachter-Kurs in einer Luftschiffabteilung (bevor es Aufklärungsflugzeuge gab, verwendete man Fesselballone). Am 25. Oktober wurde er zum Oberleutnant befördert.
Zu Beginn des Ersten Weltkrieges diente Kesselring als Bataillonsadjutant bei der Artillerie. Am 5. Dezember 1914 wurde er zum Hauptquartier der Fußartillerie-Brigade versetzt. 1916 zum Hauptmann befördert, war er als Generalstabsoffizier bei Divisions- und Korpsstäben tätig. Seine Leistungen während des Krieges wurden durch die Verleihung beider Klassen des Eisernen Kreuzes, des Militärverdienstordens IV. Klasse mit Schwertern und mit Krone sowie des Ritterkreuzes II. Klasse des Albrechts-Ordens mit Schwertern gewürdigt.

### Weimarer Republik
Nach dem Krieg wurde Kesselring 1919 in die Reichswehr übernommen und zunächst als Batteriechef verwendet. 1922 wurde er ins Reichswehrministerium versetzt, wo er unter anderem in der Heeres-Ausbildungsabteilung (T 4) und im Stab des Chefs der Heeresleitung verwendet wurde. Nach Tätigkeiten als Generalstabsoffizier in verschiedenen Divisionsstäben übernahm Kesselring von 1931 bis 1933 als Oberstleutnant die Funktion des Kommandeurs der III. Abteilung im 4. Artillerie-Regiment in Dresden.

### Nationalsozialismus

#### Vorkriegszeit
1933 wechselte Kesselring, inzwischen Oberst, in das neugebildete Reichsluftfahrtministerium, wo er die Leitung des Amtes D (später Luftwaffenverwaltungsamt) übernahm. Sein Aufgabengebiet umfasste hierbei den Aufbau der späteren Luftwaffe. Er schied 1934 auch formal aus dem Heer aus und legte die Flugzeugführerprüfung ab. 1936 erfolgte die Beförderung Kesselrings zum Generalleutnant, im Juni dieses Jahres wurde er als Nachfolger des verunglückten Walther Wever zum Chef des Generalstabs der Luftwaffe ernannt. Im Juni 1937 übernahm er unter Beförderung zum General der Flieger den Befehl im Luftkreis III (Dresden). Zu Beginn des folgenden Jahres wurde er Befehlshaber des Luftwaffengruppenkommandos 1 in Berlin, das später in die Luftflotte 1 umgewandelt wurde. Ihm unterstand zu dieser Zeit der deutsche Luftraum von Berlin und Mitteldeutschland nach Osten.

#### Zweiter Weltkrieg

##### Erste Feldzüge

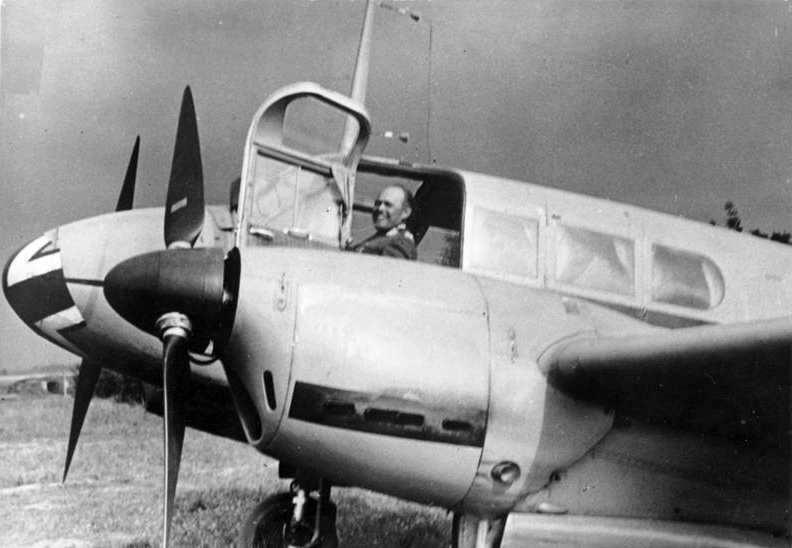
Generalfeldmarschall Kesselring in seinem Flugzeug Siebel Fh 104

Als Hitler am 1. September 1939 den Zweiten Weltkrieg begann, kommandierte Kesselring die Luftflotte 1; sie war während des Überfalls auf Polen für die Luftunterstützung der Heeresgruppe Nord zuständig. Nach der Kapitulation Warschaus, das zuvor schwer bombardiert worden war, wurde ihm am 30. September 1939 das Ritterkreuz des Eisernen Kreuzes verliehen. Im Januar 1940 übernahm er den Befehl über die Luftflotte 2 im Westen, die während des Westfeldzugs die Heeresgruppe B unterstützte. Verbände unter seinem Befehl führten am 14. Mai einen verheerenden Luftangriff auf Rotterdam aus, obwohl bereits Übergabeverhandlungen durchgeführt wurden; die deutschen Bomber konnten jedoch nicht mehr zurückbeordert werden, nachdem sie gestartet waren. Kesselrings Verbände hätten auch den Abzug der British Expeditionary Force über Dunkerque nach der dortigen Schlacht von Dünkirchen unterbinden sollen, waren jedoch aufgrund der Verluste im Westfeldzug nicht mehr dazu in der Lage. Am 19. Juli 1940, nach Beendigung der Kampfhandlungen in Frankreich, wurde Kesselring unter Überspringen des Ranges Generaloberst zum Generalfeldmarschall befördert (zeitgleich mit elf weiteren Generälen). Während der anschließenden Luftschlacht um England war seine Luftflotte für die Angriffe auf Südostengland und ab September 1940 auch auf London (The Blitz) zuständig.
In Vorbereitung des Angriffs auf die Sowjetunion wurde Kesselrings Luftflotte im Juni 1941 nach Ostpreußen verlegt. Ihre Aufgabe war die Unterstützung der Heeresgruppe Mitte bei deren Vormarsch auf Moskau. Sie hatte einen entscheidenden Anteil bei den erfolgreichen Kesselschlachten in den ersten Monaten der Invasion. Im November 1941 erhielten der Stab und mehrere unterstellte Verbände den Befehl zur Verlegung nach Italien.

##### Mittelmeerraum und Italien
Kesselring bezog sein Hauptquartier in Frascati bei Rom. Er erhielt zusätzlich den Titel „Oberbefehlshaber Süd beim italienischen Oberkommando“. Seine Aufgabe war die Bekämpfung der britischen Truppen auf Malta und die Sicherung des deutschen Nachschubs über See, insbesondere nach Nordafrika. Dort standen bzw. kämpften im Rahmen des Afrikafeldzuges (9. September 1940 bis 13. Mai 1943) deutsche Truppen. Kesselring stand dieser Aufgabe und den Möglichkeiten der Erfüllung dieser grundsätzlich skeptisch gegenüber, genauso wie der italienische Generalstabschef Ugo Cavallero, gab aber letztlich der Bewertung und dem Drängen von Erwin Rommel als Befehlshaber der Panzerarmee Afrika nach.
Am 25. Februar 1942 wurde Kesselring mit dem Eichenlaub und am 18. Juli desselben Jahres mit den Schwertern zum Ritterkreuz des Eisernen Kreuzes ausgezeichnet. Für seinen 200. Frontflug erhielt er 1942 die goldene Frontflugspange. Im Oktober 1942 wurde seine Befehlsgewalt auf alle nominell unter italienischem Oberbefehl stehenden Wehrmachtverbände im Mittelmeerraum mit Ausnahme von Erwin Rommels Panzerarmee Afrika ausgedehnt, Anfang 1943 erhielt er den Gesamtbefehl über den Brückenkopf Tunesien (Tunesienfeldzug von Februar bis Mai 1943). Seine überoptimistischen Lagebeurteilungen auch gegenüber Hitler und Mussolini – wieder entgegen der Bewertungen Rommels, der die Truppen nach Italien zurückziehen wollte – trugen zum Untergang der Heeresgruppe Afrika im Tunesienfeldzug bei, durch deren Kapitulation 240.000 Soldaten der Achsenmächte in Kriegsgefangenschaft gerieten.
Nach der Landung der Alliierten auf Sizilien (ab 10. Juli 1943) und dem Sturz Mussolinis im Juli 1943 wurde Kesselring mit der Vorbereitung der im süditalienischen Raum einzuleitenden Maßnahmen bei einem Abfall Italiens beauftragt (Fall Achse). Nach der Landung der Alliierten in Italien wurde Kesselring am 21. November zum Oberbefehlshaber Südwest und Oberbefehlshaber der Heeresgruppe C ernannt. Zudem wurde ihm die vollziehende Gewalt in der Operationszone Adriatisches Küstenland und der Operationszone Alpenvorland übertragen. Im Winter 1943/1944 kam es zu erbitterten Kämpfen um die sogenannte Gustav-Linie, auf die sich die deutschen Truppen zurückgezogen hatten und im Rahmen dieser auch um die verlustreichen Schlachten am Monte Cassino, obwohl die Benediktinerabtei in den Abruzzen strategisch nicht von Wert war. Nachdem die Alliierten im Mai 1944 endgültig die Verteidigungslinie durchbrochen hatten, zogen sich die deutschen Verbände Richtung Norden auf die Gotenstellung zurück. Anfang Juni 1944 erklärte Kesselring Rom zur „offenen Stadt“ und zog bis auf eine Nachhut alle Truppen ab. Am 4. Juni 1944 marschierten Truppen der 5. US-Armee in Rom ein. Kesselring bekam am 19. Juli 1944, einen Tag vor seinem vierzigjährigen Dienstjubiläum, die Brillanten zum Ritterkreuz des Eisernen Kreuzes mit Eichenlaub und Schwertern verliehen. Er war einer von 27 Trägern dieser Auszeichnung.
Gegen Ende einer der schwersten Abwehrschlachten um die Gotenstellung in Italien, am Nordhang des Apennin, wurde Kesselring am 23. Oktober 1944 bei einem seiner täglichen Truppenbesuche schwer verwundet. Stellvertretend für ihn übernahm Generaloberst Heinrich von Vietinghoff bis Mitte Januar den Oberbefehl in Italien. Am 5. Januar 1945 empfing Adolf Hitler Kesselring im Führerhauptquartier Adlerhorst.

##### Bekämpfung der Resistenza

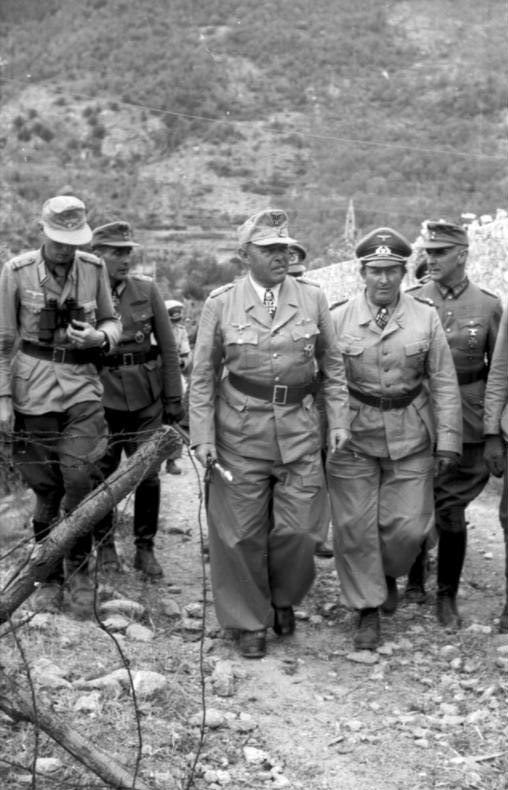
Kesselring bei einer Inspektion in Italien, 1944

Kesselring war Hitler stets loyal ergeben und äußerte sich zum NS-Regime nie konkret. Als Oberbefehlshaber in Italien war er für mehrere sogenannte „Sühnemaßnahmen“ der Wehrmacht gegen die italienische Zivilbevölkerung nach Angriffen der italienischen Resistenza gegen Angehörige der Wehrmacht verantwortlich. So ließ Kesselring nach dem Attentat in der Via Rasella in Rom am 23. März 1944, dem 33 Mitglieder des Polizeiregimentes Bozen zum Opfer fielen, 335 völlig unbeteiligte italienische Zivilisten im Massaker in den Ardeatinischen Höhlen erschießen. Ab April 1944 leitete Kesselring auch die gesamte „Bandenbekämpfung“ in den italienischen Operationsgebieten. Der Höchste SS- und Polizeiführer,  Karl Wolff, wurde ihm persönlich unterstellt und erhielt von Kesselring die Richtlinien. Als das OKW im Mai 1944 Partisanen den Status von Kriegsgefangenen gewährte, erließ er im Juni „scharfe Vergeltungsbefehle“ und hielt seine schützende Hand über Übergriffe der Truppe. Damit leisteten er und seine Generäle Gewalt an der Zivilbevölkerung und Verbrechen eindeutig Vorschub. Während des Verfahrens gegen ihn, aufgrund der Exekutionen in den Adriatinischen Höhlen, stritt er jegliche Verantwortung ab, obwohl er mindestens im Nachhinein über den Vollzug informiert gewesen sein musste.
Ein logistisches Problem beim deutschen Rückzug war Rom mit seinen unschätzbaren Denkmälern und unersetzlichen Gebäuden. Die Alliierten hatten angefangen, San Lorenzo, einen vorwiegend von Arbeitern bewohnten Stadtteil Roms zu bombardieren, da sich dort angeblich deutsche Truppen und Nachschubzentren befanden. Um ein zweites Monte Cassino oder gar Stalingrad zu verhindern, weigerte sich Papst Pius XII. die Stadt zu verlassen und bemühte sich um eine allseitige Erklärung Roms als offene, militärfreie Stadt. Viele halfen ihm dabei, auf vatikanischer Seite Pankratius Pfeiffer, Domenico Tardini, Otto Faller, auf deutscher Seite Ernst von Weizsäcker und SS-General Karl Wolff.

##### Kriegsende
Kesselring wurde am 8. März 1945, einen Tag nach der Einnahme der Ludendorff-Brücke bei Remagen, erneut ins Führerhauptquartier einbestellt und dort zum Nachfolger Gerd von Rundstedts als Oberbefehlshaber West ernannt. Am 11. März übernahm er den Befehl über die Westfront. Einen Einfluss auf den weiteren Verlauf des Krieges hatte er infolge der nicht mehr zu stoppenden Rheinüberschreitung durch die Alliierten – sie überquerten den Fluss am 23. März bei Nierstein, am 24./25. März zwischen Emmerich und Wesel (Operation Plunder) sowie an weiteren Stellen – nicht mehr. In der Literatur ist die Rede davon, dass er seinen Stabschefs und dem Oberbefehlshaber der Heeresgruppe B, Generalfeldmarschall Walter Model, kaum oder keinen Glauben schenkte und stattdessen die völlig übertriebenen Vorstellungen von Hitler, den er noch mehrfach zu Besprechungen im Führerhauptquartier aufsuchte, Glauben schenkte und nach dessen Vorgaben seine Verbände führte. Für den Fall einer Zerschneidung der Heeresfronten und Kesselbildung wurde er von Hitler zum Oberbefehlshaber im Südkessel bestimmt. Ende April 1945 wurden ihm auch die bis dahin unabhängigen Oberbefehlshaber Südwest und Südost unterstellt.
Am 28. April 1945 ernannte Kesselring Generalleutnant Rudolf Huebner zum Kampfkommandanten von München. Huebner war am 9. März 1945 von Hitler im Zusammenhang mit den Ereignissen um die Ludendorff-Brücke zum Vorsitzenden des Fliegenden Standgerichts West bestellt worden.
Als Ergebnis der im Rahmen der so genannten Operation Sunrise geführten Verhandlungen kapitulierten die Truppen der Italienischen Sozialrepublik (ital. Repubblica Sociale Italiana (RSI)) und die deutschen Truppen in Italien, ohne Kenntnis Kesselrings, am 29. April 1945 in Caserta. Die Kapitulation wurde wirksam am 2. Mai 1945 14:00 Uhr Ortszeit, nachdem Kesselring noch in der Nacht seine Zustimmung erteilt hatte.
Der Ernst der Lage erfordere schärfste Maßnahmen, um das Durchhalten der Wehrmacht wie der Gesamtbevölkerung zu gewährleisten, verkündete Kesselring kurz vor Kriegsende. Wo die Bevölkerung bei Annäherung des Feindes weiße Tücher zeige, seien die betreffenden Häuser zu zerstören und deren männliche Bewohner vom vollendeten 16. Lebensjahr an zu erschießen. In der Folge zog die Mördertruppe Fliegendes Standgericht Helm unter der Führung des als brutal und gewissenlos geltenden Wehrmachtsoffiziers Erwin Helm eine Blutspur vom Rhein bis in das Sudetenland.
Am 15. Mai – eine Woche nach der bedingungslosen Kapitulation der Wehrmacht – geriet Kesselring selbst in amerikanische Kriegsgefangenschaft. Die Westalliierten internierten ihn nebst anderen hohen Offizieren und NSDAP-Funktionären im Camp Ashcan im luxemburgischen Bad Mondorf.

### Nachkriegszeit

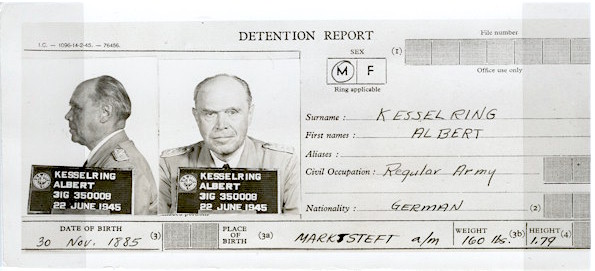
Inhaftierungskarte Albert Kesselring, 23. Juni 1945

Am 6. Mai 1947 wurde er von einem britischen Militärgericht in Mestre bei Venedig wegen Kenntnis und Duldung von Geisel-Erschießungen sowie seiner Befehle zur „Bandenbekämpfung“ nach 57 Verhandlungstagen zum Tod durch Erschießen verurteilt, im Juli jedoch zu lebenslanger Haft begnadigt und nach Werl in ein Militärgefängnis verlegt. Kesselrings Verteidiger war Hans Laternser. 1948 wurde die Haftstrafe auf 21 Jahre verkürzt.

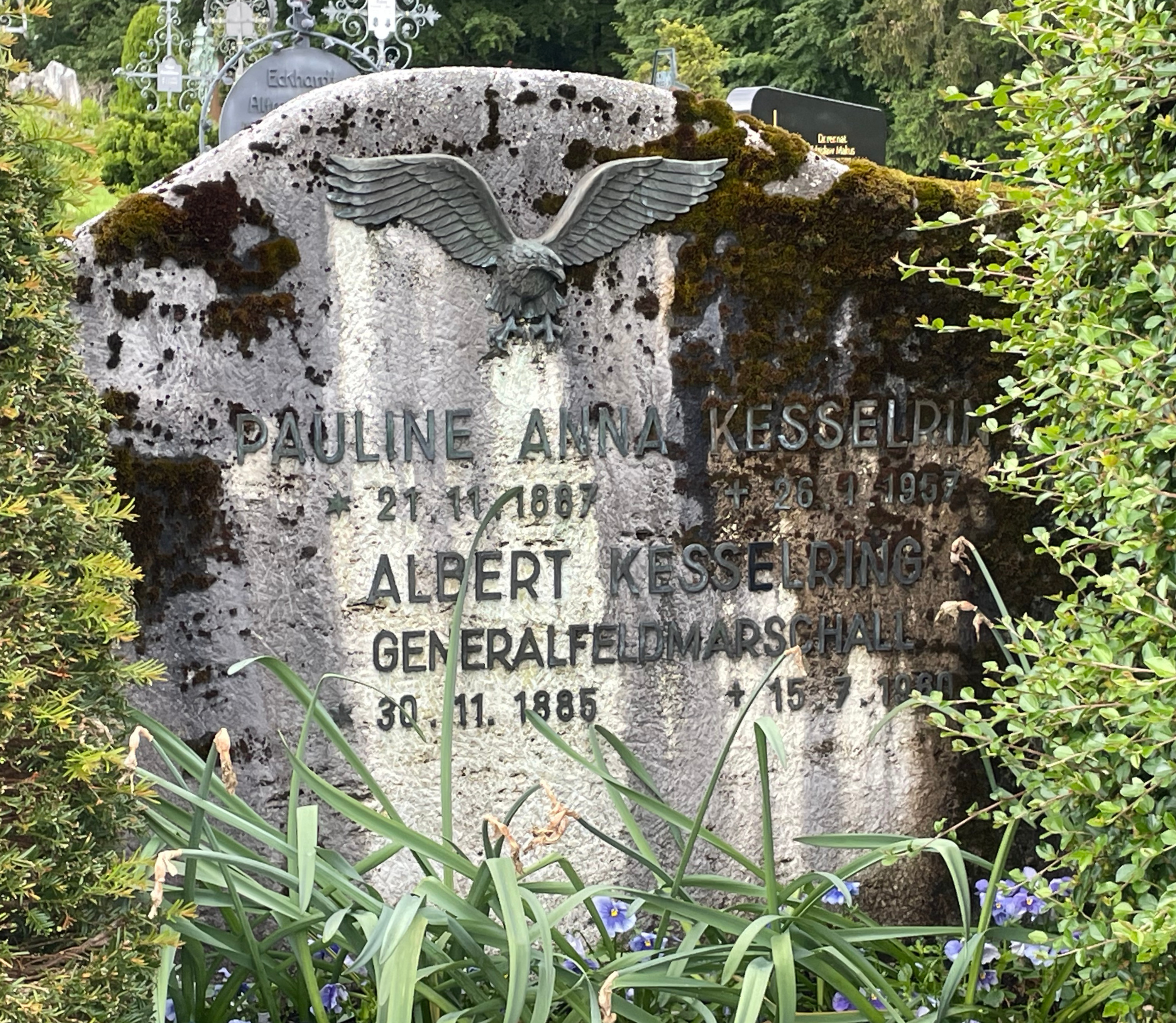
Grabstein auf dem Bergfriedhof Bad Wiessee

Am 23. Oktober 1952 wurde er begnadigt, auch wegen seiner durch eine Krebserkrankung schlechten gesundheitlichen Verfassung, und vorzeitig entlassen.
Von 1952 bis 1960 war Kesselring dann Bundesführer des Stahlhelms – Kampfbund für Europa, einer Neugründung des Stahlhelms der Nachkriegszeit des Ersten Weltkriegs. 1953 veröffentlichte er den ersten Teil seiner Memoiren (Soldat bis zum letzten Tag) und 1955 den zweiten (Gedanken zum Zweiten Weltkrieg). Er distanzierte sich nicht von seinen Taten oder seiner bedingungslosen Loyalität zu Adolf Hitler. Am 15. Juli 1960 starb er in einem Sanatorium in Bad Nauheim an einem Herzinfarkt; er wurde auf dem Bergfriedhof in Bad Wiessee beigesetzt. Die Grabrede hielt der damalige Inspekteur der Luftwaffe und frühere Wehrmachtsgeneral Josef Kammhuber.

## Rezeption
In der 2004 erschienenen knapp 400-seitigen Monographie Kesselrings letzte Schlacht. Kriegsverbrecherprozesse, Vergangenheitspolitik und Wiederbewaffnung von Kerstin von Lingen wird dargestellt, dass die Nachkriegsöffentlichkeit in Deutschland die moralische Bewertung Kesselrings weitgehend einseitig zu seinen Gunsten vornahm. Sie beschreibt im Detail, wie eine regelrechte Pressekampagne „Freiheit für Kesselring!“ für seine Begnadigung stattfand. Die FAZ etwa formulierte (nicht konkret auf Kesselring bezogen): „Unschuldige kann man nicht amnestieren.“ Höhepunkt war eine Serie der Illustrierten Stern, die 1951 mit dem Titel aufmachte: „Nicht Gnade, sondern Recht“. Zugutegehalten wurden ihm vor allem die Sicherung von Kunstschätzen und die Deklaration Roms zur „Offenen Stadt“. Verdrängt bzw. ignoriert wurde die Auslöschung ganzer italienischer Dörfer einschließlich Frauen, Kindern und Greisen, die auf den „Bandenbefehl“ vom 17. Juni 1944 hin begangen wurden. Im Deutschland Adenauers war das „Kraftfeld von Antikommunismus und Kaltem Krieg“ ihrer Ansicht nach wirksam zur Umdeutung „des Kriegsverbrechers zum Ehrenmann, der im Kerker schmachtete“. Das begnadigende Entgegenkommen der alliierten Justiz, so ihr Befund, erzeugte den falschen Eindruck, eine „Siegerjustiz“ werde nun korrigiert. Der Rezensent der Frankfurter Rundschau urteilte, von Lingens Buch sei eine detailreiche, „hochdifferenzierte Studie, die dem Generalfeldmarschall historische Gerechtigkeit widerfahren lässt, ohne dem Kriegsverbrecher Kesselring das Geringste zu schenken“.
Eine andere Reaktion auf Kesselrings Mordaktionen stammt als Gedicht aus der Feder des Widerstandskämpfers Piero Calamandrei.

## Auszeichnungen
- Ärmelband Afrika
- Flugzeugführer- und Beobachterabzeichen in Gold mit Brillanten[22]
- Frontflugspange für Zerstörer in Gold mit Anhänger Einsatzzahl „400“
- Großkreuz des Ordens der Krone von Italien
- Italienisches Flugzeugführer-Abzeichen
- Ritterkreuz des Eisernen Kreuzes mit Eichenlaub, Schwertern und Brillanten